# Simone Sardanelli
Simone Sardanelli (Vibo Valentia, 3 maggio 1994) è un pallavolista italiano, libero della Callipo.

## Carriera

### Club
La carriera di Simone Sardanelli inizia nel 2008 nelle giovanili della Callipo di Vibo Valentia, sua città natale: nella stagione 2013-14 viene promosso in prima squadra in Serie A1, mentre nelle due annate successive, pur restando nello stesso club, disputa la Serie A2, a seguito della rinuncia della Callipo a continuare nella massima divisione, conquistando due Coppe Italia di categoria.
Nella stagione 2016-17 si accasa, in prestito, all'Offida, in Serie B, per poi vestire la maglia della Rinascita Lagonegro, sempre in prestito, per le annate 2017-18 e 2018-19, in Serie A2.
Nella stagione 2019-20 torna nuovamente alla Callipo, in Superlega.

## Palmarès

### Club
- Coppa Italia di Serie A2: 2

2014-15, 2015-16